# Turó de Sant Joan (Terrassa)
El Turó de Sant Joan és una muntanya de 619 metres que es troba al municipi de Terrassa, a la comarca del Vallès Occidental.